# Abdij van Léoncel

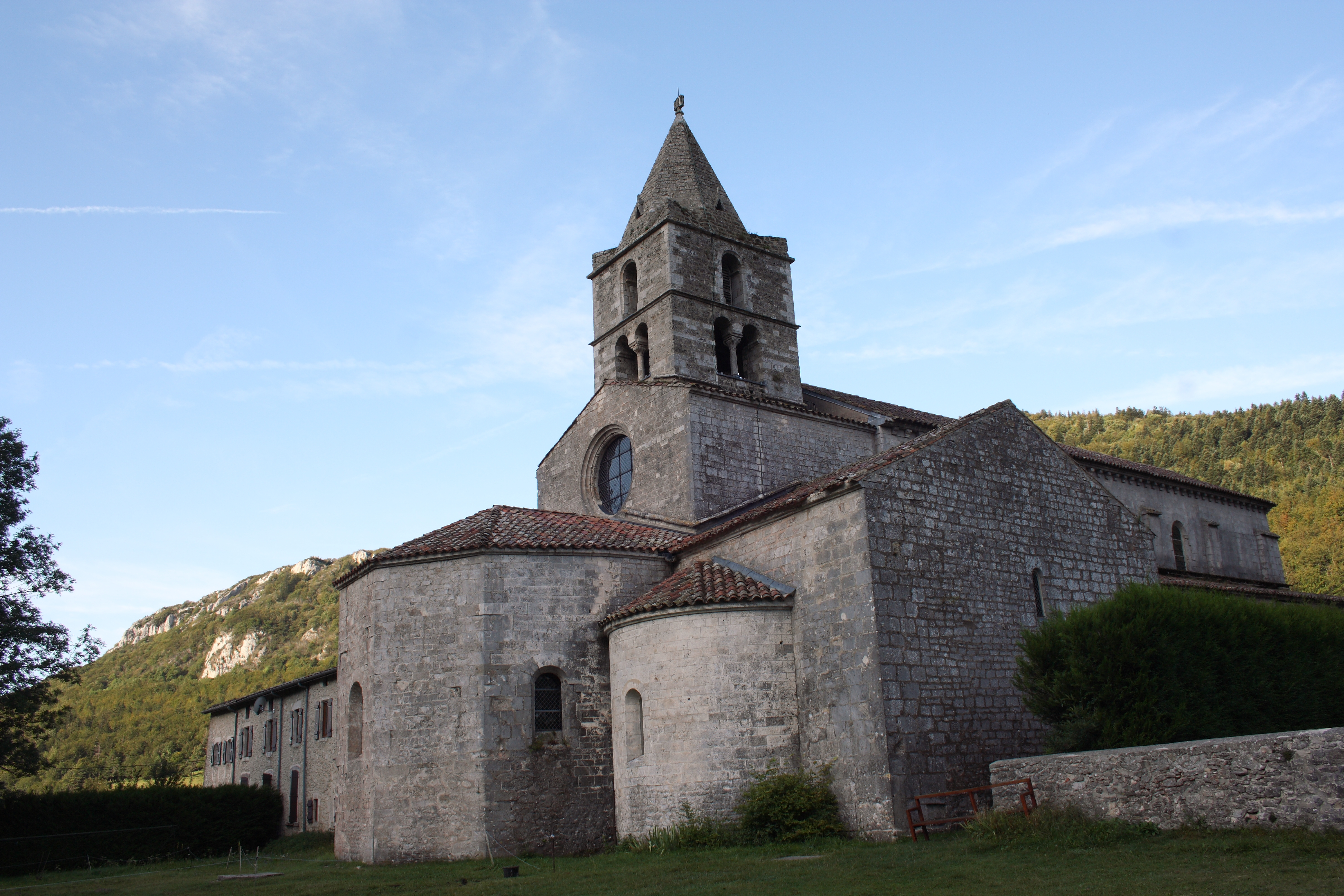
Abdijkerk vanuit het zuidoosten

De Abdij van Léoncel (Frans: Abbaye de Léoncel) is een voormalige cisterciënzer abdij in Léoncel, 37 kilometer ten zuiden van Valence in het departement Drôme in de regio Auvergne-Rhône-Alpes. De abdij ligt op 912 meter hoogte op het Plateau Petite Lyonne in het Vercorsmassief.

## Geschiedenis

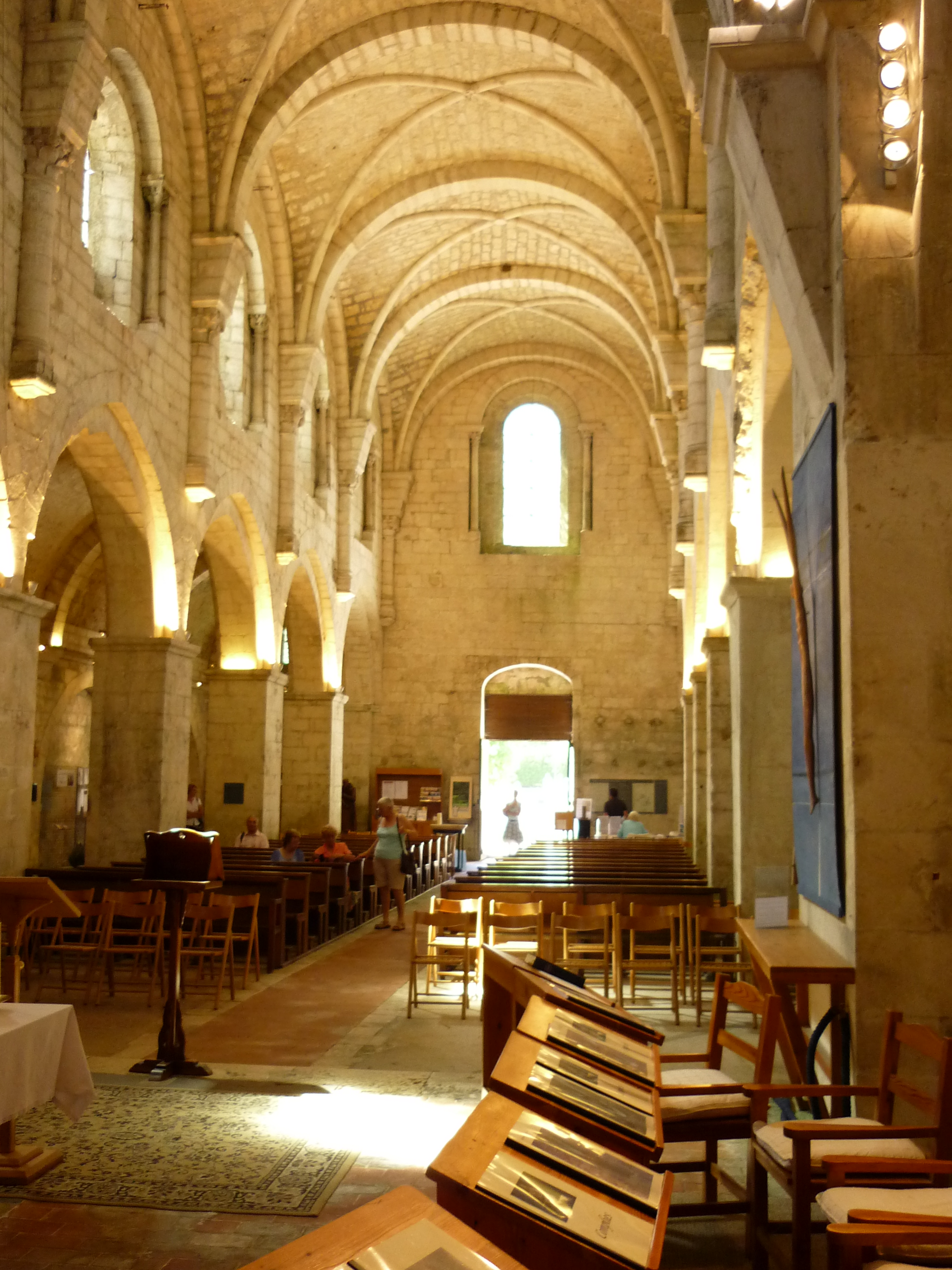
Middenschip naar het westen gericht

De abdij werd in 1137 door monniken uit de Abdij van Bonnevaux gesticht. In 1194 werd ze met de religieuze gemeenschap van La Part-Dieu in Chatuzange nabij Romans-sur-Isère samengevoegd nadat een grondconflict met een nabijgelegen kartuizerklooster uit Val Sainte-Marie de Bouvante bijgelegd werd. De samenvoeging met Part-Dieu gaf de monniken de mogelijkheid om tijdens de zwaardere tijden van het jaar, van Sint-Andreasdag  (30 november) tot Pinksteren, in klimatologisch gunstigere gebieden door te brengen. 
De abdij, die van de veeteelt leefde, had haar hoogtepunt in de twaalfde en dertiende eeuw. In de tweede helft van de dertiende eeuw zette de neergang in, onderbroken door een heropleving in de vijftiende eeuw. In 1681 werd zij in commende gegeven, nadat de laatste drie reguliere abten al niet meer in de abdij gewoond hadden. Pogingen de vestiging definitief naar La Part-Dieu te verplaatsen mislukten omdat de commendataire abten contractueel recht hadden op het gebouw. In 1790 werd het klooster, ten tijde van de Franse Revolutie, opgeheven. 
De abdijkerk werd in 1840 tot monument historique uitgeroepen. In 1854 werd de (politieke) gemeente Léoncel opgericht, die nu eigenaar van de abdij is.

## Gebouwen
Van de abdij zijn de kruisvormige, naar het oosten gerichte abdijkerk en de verbouwde oostvleugel van de clausuur bewaard gebleven. 
De kerk heeft een schip met twee zijbeuken, een transept en een met een stenen toren met piramidedak gekroonde viering. Aan de oostkant zijn drie absiden: in het midden een zeventwaalfde koorsluiting en aan beide zijden kleinere absiden in de vorm van een halve cirkel. Het middenschip van de kerk heeft vijf kruisgewelfde traveeën; de steunpilaren van het gewelf beginnen ter hoogte van de arcade in het middenschip. In de oostelijke muur bevindt zich een grote oculus, terwijl de westelijke muur boven de ingang een rondboogvenster heeft. Het transept heeft een tongewelf en de beide zijbeuken halftongewelven.
In de oostvleugel van de clausuur is het tweelichtvenster van de kapittelzaal behouden.